# Dysoptus
Dysoptus é um gênero de mariposa pertencente à família Acrolophidae.